# 安諦橋
安諦橋（あでばし）は、和歌山県有田市の有田川に架かる橋。和歌山県道20号有田湯浅線の一部。

## 初代
昭和20年代に存在した橋。当時は有田川の最下流の橋であり、1953年の紀州大水害では、上流から流木や屋根につかまって流されてきた人が橋にぶつかり、多数の人々が死亡した。

## 二代目
1963年、二代目の安諦橋が竣工。後に上下二車線で歩道橋が追加された。

## 近隣の施設
- 有田市役所
- 箕島駅